# Acción Democrática Española
Acción Democrática Española va ser un partit polític espanyol constituït el 1977, dirigit per Federico Silva Muñoz. Va ser un dels partits fundadors de la Federació de Partits d'Aliança Popular, que va abandonar després que aquesta donés el seu suport a la Constitució de 1978. El 1979 es va integrar en la Dreta Democràtica Espanyola amb altres partits de dretes i poc després va desaparèixer.